# Henrik Hedman

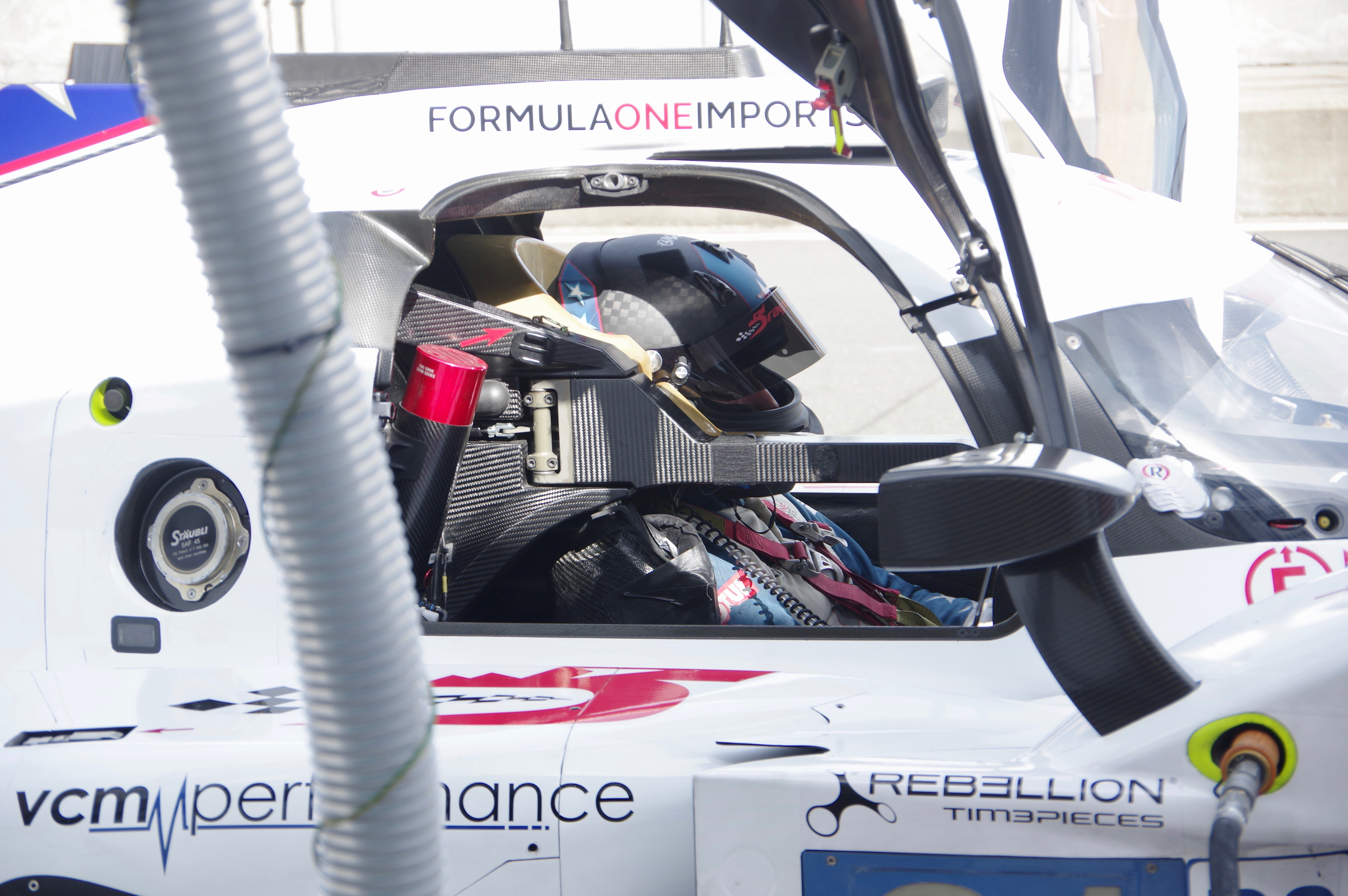
Henrik Hedman im Cockpit eines Oreca 07

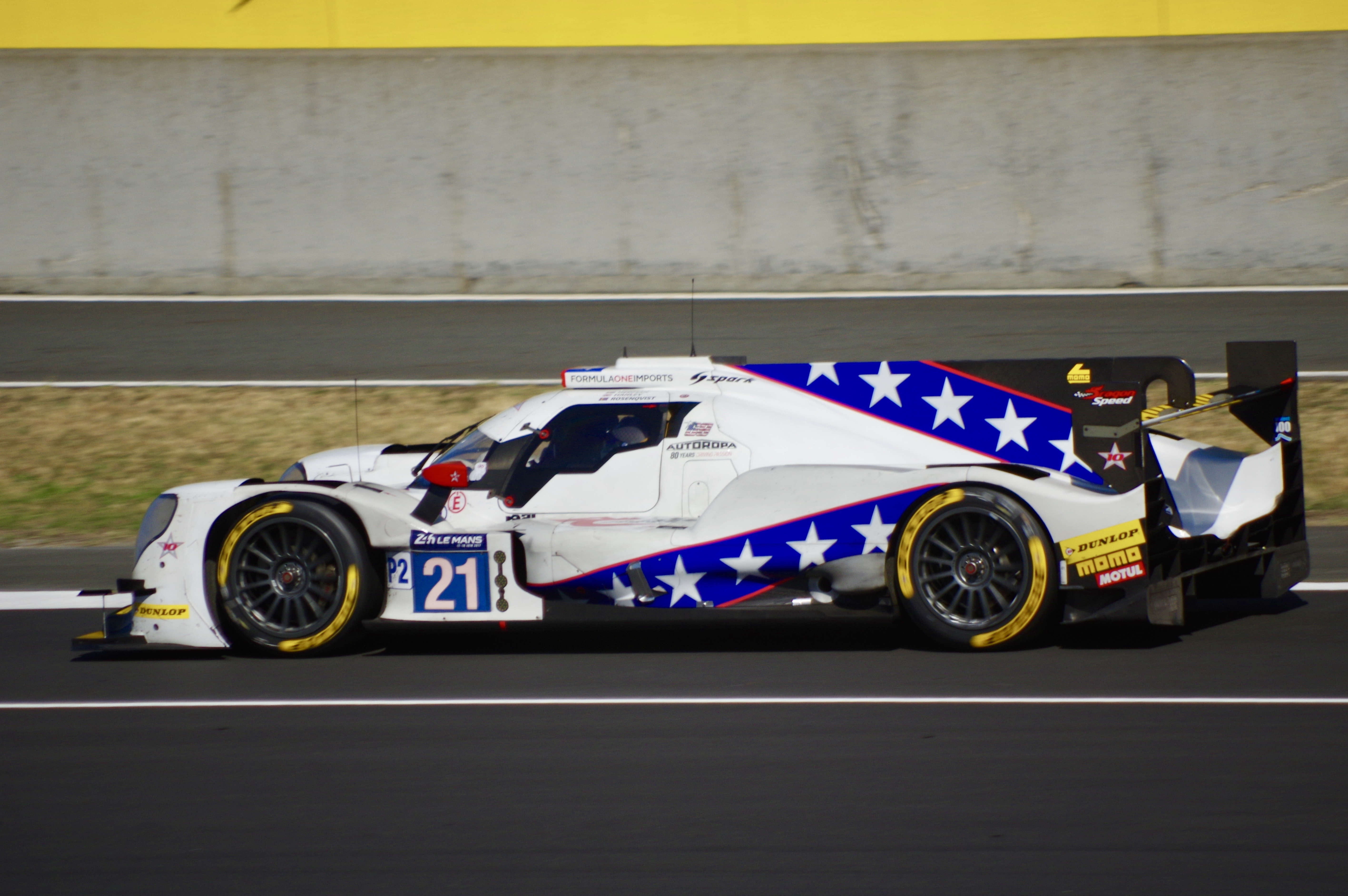
Der von Henrik Hedman gefahrene Oreca 07 beim 24-Stunden-Rennen von Le Mans 2017

Henrik Hedman (* 5. Februar 1968) ist ein schwedischer Unternehmer und Autorennfahrer.

## Unternehmer
Henrik Hedman war in den 2000er-Jahren für unterschiedliche Banken tätig. Ab 2005 betreute er einige Jahre die skandinavischen Kunden der Zürcher Privatbank Bellerive. In seinem Heimatland Schweden kam er als Immobilienmakler zu einem beträchtlichen Vermögen.

## Karriere als Rennfahrer
2012 begann Hedman eine Fahrerkarriere als Amateur-Rennfahrer. Erste Rennen bestritt er in Markenpokalen mit Rennfahrzeugen der Marken Maserati und Ferrari. 2015 stieg er beim US-amerikanischen Rennstall Dragonspeed als Fahrer und Finanzier ein und blieb dies bis zu seinem Rücktritt mit dem Ablauf der Rennsaison 2021. Mach einigen Monaten revertierte er seinen Rücktritt und startete beim 12-Stunden-Rennen von Sebring 2022.
Für Dragonspeed fuhr er in European Le Mans Series und der FIA-Langstrecken-Weltmeisterschaft. Beste Ergebnisse waren der Gesamtsieg beim 4-Stunden-Rennen von Spa-Francorchamps 2016, einem Wertungslauf der European Le Mans Series dieses Jahres. Teamkollegen im Oreca 05 waren Ben Hanley und Nicolas Lapierre. Ein zweiter Sieg gelang ihm beim 4-Stunden-Rennen von Paul Ricard 2019, diesmal im Oreca 07 mit Hanley und James Allen als Fahrerpartner.
Fünfmal ging er beim 24-Stunden-Rennen von Le Mans an den Start. 2021 erreichte er mi dem 15. Rang im Schlussklassement die höchste Position bei diesem 24-Stunden-Rennen.

## Statistik

### Le-Mans-Ergebnisse
| Jahr | Team                | Fahrzeug           | Teamkollege | Teamkollege          | Platzierung | Ausfallgrund    |
| ---- | ------------------- | ------------------ | ----------- | -------------------- | ----------- | --------------- |
| 2017 | DragonSpeed 10 Star | Oreca 07           | Ben Hanley  | Felix Rosenqvist     | Rang 14     |                 |
| 2018 | DragonSpeed 10 Star | Dallara BR1        | Ben Hanley  | Renger van der Zande | Ausfall     | Unfall          |
| 2019 | DragonSpeed         | BR Engineering BR1 | Ben Hanley  | Renger van der Zande | Ausfall     | Getriebeschaden |
| 2020 | DragonSpeed USA     | Oreca 07           | Ben Hanley  | Renger van der Zande | Rang 16     |                 |
| 2021 | DragonSpeed USA     | Oreca 07           | Ben Hanley  | Juan Pablo Montoya   | Rang 15     |                 |

### Sebring-Ergebnisse
| Jahr | Team        | Fahrzeug | Teamkollege        | Teamkollege       | Platzierung | Ausfallgrund |
| ---- | ----------- | -------- | ------------------ | ----------------- | ----------- | ------------ |
| 2016 | DragonSpeed | Oreca 05 | Nicolas Minassian  | Nicolas Lapierre  | Rang 4      |              |
| 2022 | DragonSpeed | Oreca 07 | Juan Pablo Montoya | Sebastián Montoya | Ausfall     | Unfall       |
| 2024 | DragonSpeed | Oreca 07 | Malthe Jakobsen    | Rasmus Lindh      | Rang 16     |              |

### Einzelergebnisse in der FIA-Langstrecken-Weltmeisterschaft
| Saison  | Team        | Rennwagen          | 1   | 2   | 3   | 4   | 5   | 6   | 7   | 8   | 9   |
| ------- | ----------- | ------------------ | --- | --- | --- | --- | --- | --- | --- | --- | --- |
| 2017    | Dragonspeed | Oreca 07           | SIL | SPA | LEM | NÜR | MEX | AUS | FUJ | SHA | BAH |
| 2017    | Dragonspeed | Oreca 07           | 14  |     |     |     |     |     |     |     |     |
| 2018/19 | Dragonspeed | BR Engineering BR1 | SPA | LEM | SIL | FUJ | SHA | SEB | SPA | LEM |     |
| 2018/19 | Dragonspeed | BR Engineering BR1 |     | DNF | 25  |     |     | DNF |     | DNF |     |
| 2019/20 | Dragonspeed | Oreca 07           | SIL | FUJ | SHA | BAH | AUS | SPA | LEM | BAH |     |
| 2019/20 | Dragonspeed | Oreca 07           |     |     |     |     | 12  |     | 16  |     |     |
| 2021    | Dragonspeed | Oreca 07           | SPA | POR | MON | LEM | BAH | BAH |     |     |     |
| 2021    | Dragonspeed | Oreca 07           | 10  | 11  | 9   | 15  | 30  | 13  |     |     |     |